# روز هيلتون
روز هيلتون (بالإنجليزية: Rose Hilton)‏ هي رسامة بريطانية، ولدت في 1931 في Leigh, Kent ‏ في المملكة المتحدة، وتوفيت في 19 مارس 2019.